# Basilika Unserer Lieben Frau, Königin von Irland

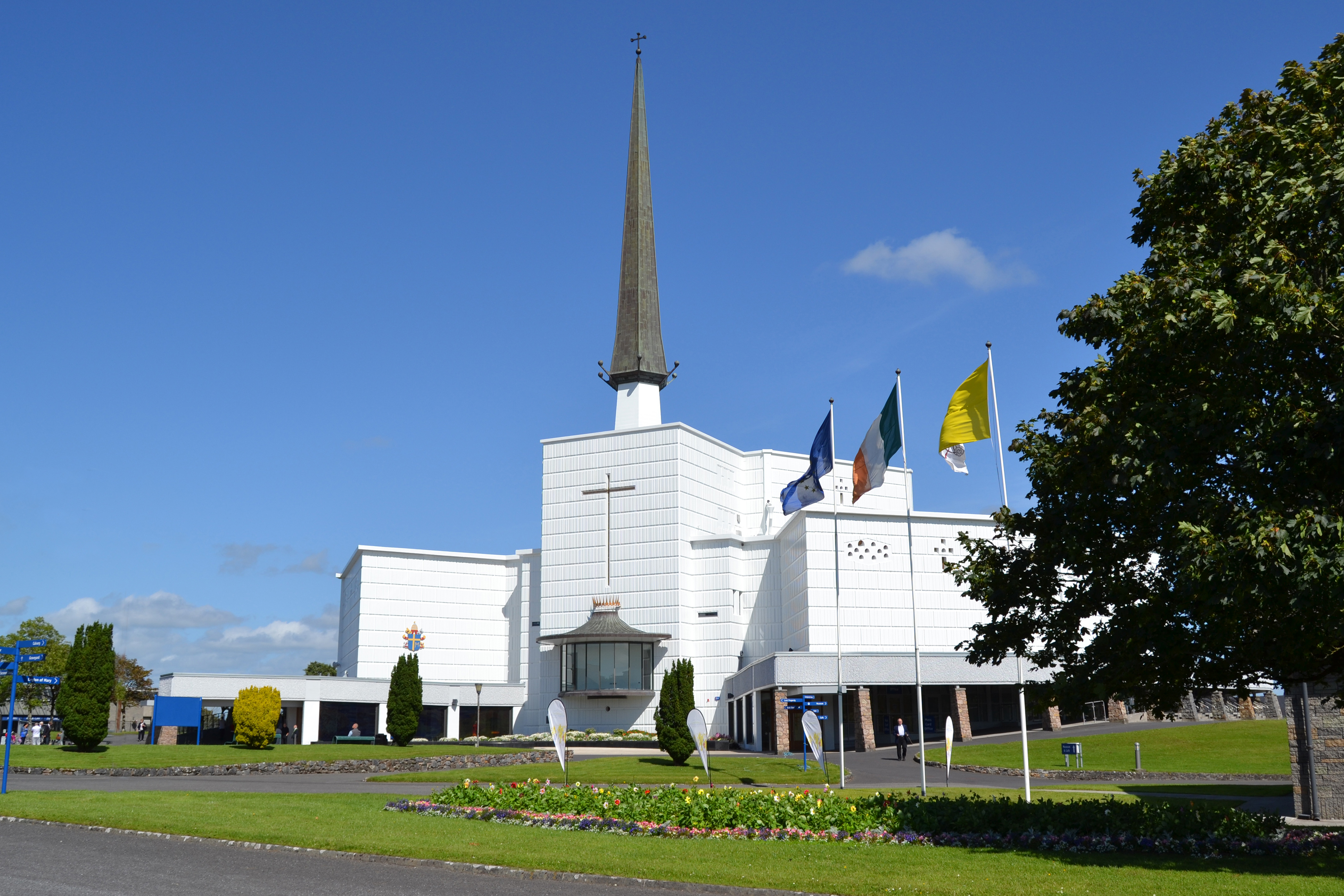
Basilika Unserer Lieben Frau

Die Basilika Unserer Lieben Frau, Königin von Irland (englisch Basilica of Our Lady, Queen of Ireland, irisch Baisleac Chnoc Mhuire) ist eine römisch-katholische Wallfahrtskirche in Knock, County Mayo, Irland. Die zum Erzbistum Tuam gehörende Kirche ist Teil des Marienheiligtums in Knock. Die Kirche hat den Rang einer Basilica minor und ist Teil des irischen Nationalheiligtums in Knock.

## Geschichte
Die Wallfahrt gründet auf einer Marienerscheinung mit den Heiligen Josef von Nazaret und Johannes der Evangelist neben einem Lamm vor einem Kreuz auf einem von Engeln umringten Altar am 21. August 1879.  Für den dauerhaft großen Andrang der Pilger sollte aus Anlass des 100-jährigen Begehens eine angemessene Kirche errichtet werden. Am 6. Juni 1974 wurde der Grundstein für die Basilika Unserer Lieben Frau, Königin von Irland durch Papst Paul VI. gesegnet. Der Bau wurde 1976 fertiggestellt.
Am 30. September 1979 besuchte Johannes Paul II. auf seiner dritten Auslandsreise die Kirche und erhob sie zur Basilica minor. Zugleich verlieh er dem Heiligtum Knock die Goldene Rose.
2019 wurde ein Heilungswunder in Verbindung mit dem Wallfahrtsort offiziell von der römisch-katholischen Kirche anerkannt. Es handelt sich um die Genesung einer an Multiple Sklerose erkrankten Frau im Jahre 1989.
2021 wurde dem Heiligtum von Knock von Papst Franziskus der Titel internationales Heiligtum verliehen und sein besonderer Status als eucharistisches und marianisches Heiligtum gewürdigt.

## Bauwerk
Die Basilika wurde im modernen Architekturstil unter wesentlicher Verwendung des Werkstoffs Beton vom Architekten Daithi Hanly entworfen. Über dem Eingang steigt ein schmaler Turm empor. Die Kirche ist als Zentralbau gestaltet, der auf 3000 Quadratmetern Platz für etwa 10.000 Menschen bietet. Das ansteigende Gestühl ist radial auf den erhöhten Volksaltar ausgerichtet. Aus Anlass des 40-jährigen Bestehens wurde die Basilika modernisiert. Sie erhielt neue Böden, Decken und ein großes Mosaik mit 1,5 Millionen Steinen hinter dem Altar, das die Marienerscheinung darstellt. Die Basilika ist Teil des Heiligtums Knock, das noch vier weitere Kirchen umfasst, darunter die Erscheinungskirche, die alte Pfarrkirche, die Kapelle des Allerheiligsten Sakraments und die Versöhnungskapelle. Vor der Basilika erstreckt sich ein großer Platz für die Pilger.